# 克莱斯河畔博赛
克莱斯河畔博赛（法語：Bossay-sur-Claise，法語發音：[bɔsɛ syʁ klɛz]）是法国安德尔-卢瓦尔省的一个市镇，位于该省南部，属于洛什区。

## 地理
克莱斯河畔博赛（46°49'56"N, 0°57'44"E）面积65.56 平方千米，位于法国中央-卢瓦尔河谷大区安德尔-卢瓦尔省，该省份为法国中西部省份，北起萨尔特省、东北接卢瓦-谢尔省，东南接安德尔省，南至维埃纳省，西临曼恩-卢瓦尔省。
与克莱斯河畔博赛接壤的市镇（或旧市镇、城区）包括：沙尔尼宰、阿宰勒费龙、吕勒伊、马尔蒂宰、奥布泰尔、图尔农圣马丹、克莱斯河畔普勒伊、图尔农圣皮埃尔、克勒兹河畔伊泽尔。

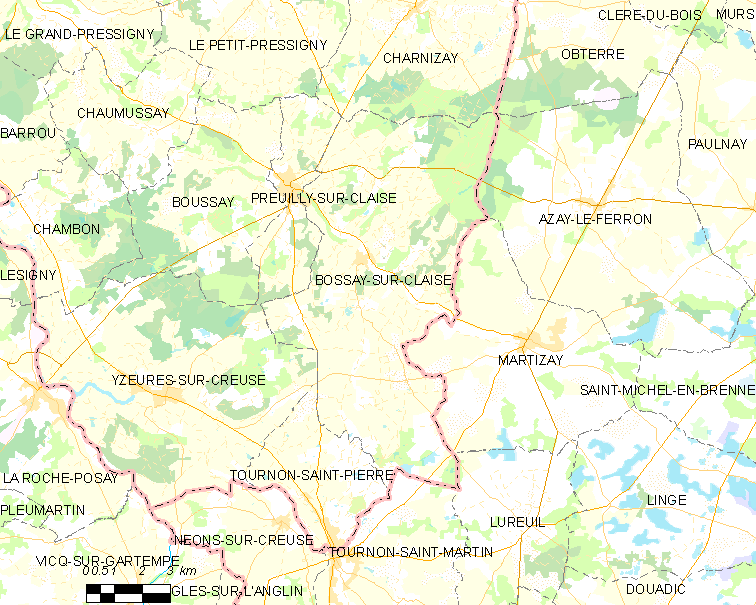
克莱斯河畔博赛的OSM定位图

克莱斯河畔博赛的时区为UTC+01:00、UTC+02:00（夏令时）。

## 行政
克莱斯河畔博赛的邮政编码为37290，INSEE市镇编码为37028。

## 政治
克莱斯河畔博赛所属的省级选区为笛卡尔县。

## 人口

1962-2008年间克莱斯河畔博赛人口变化图示

克莱斯河畔博赛于2022年1月1日时的人口数量为729人。